# Список эпизодов телесериала «Чужестранка»
Список эпизодов британско-американского фантастического телесериала «Чужестранка», снятого по мотивам одноимённого романа Дианы Гэблдон. Сериал стартовал 9 августа 2014 года на телеканале Starz.
В центре событий жизнь Клэр Бичем Рэндалл, бывшей военной медсестры. После окончания Второй мировой молодая женщина отправилась в Шотландию с мужем, исследующим историю своего предка. Оказавшись в древнем кельтском кромлехе, Клэр вдруг перемещается во времени из 1945 года в 1743 год, прямо в гущу сражения между англичанами и шотландцами. Теперь ей нужно научиться жить в новом мире по новым правилам.

## Обзор
| Сезон | Серии | Серии | Даты показа      | Даты показа      |
| Сезон | Серии | Серии | Первая серия     | Последняя серия  |
| ----- | ----- | ----- | ---------------- | ---------------- |
| 1     | 16    | 8     | 9 августа 2014   | 27 сентября 2014 |
| 1     | 16    | 8     | 4 апреля 2015    | 30 мая 2015      |
| 2     | 13    | 13    | 9 апреля 2016    | 9 июля 2016      |
| 3     | 13    | 13    | 10 сентября 2017 | 10 декабря 2017  |
| 4     | 13    | 13    | 4 ноября 2018    | 27 января 2019   |
| 5     | 12    | 12    | 16 февраля 2020  | 10 мая 2020      |
| 6     | 8     | 8     | 6 марта 2022     | 1 мая 2022       |
| 7     | 16    | 8     | 16 июня 2023     | 11 августа 2023  |
| 7     | 16    | 8     | 22 ноября 2024   | 17 января 2025   |
| 8     | 10    | 10    | TBA              | TBA              |

## Список серий

### Сезон 1 (2014—2015)
| Часть 1 |    |                                                         |              |                                  |                  |      |
| 1 | 1  | «Англичанка» «Sassenach»                                | Джон Дал     | Рональд Д. Мур                   | 9 августа 2014   | 0,72 |
| В 1945 году Клэр Рэндалл, бывшая медсестра во время Второй мировой войны, после пяти лет разлуки с мужем Фрэнком Рэндаллом отправляется с ним в городок Инвернесс в Шотландии. Фрэнк исследует историю своей семьи, в частности жизнь своего предка Джонатана «Чёрного Джека» Рэндалла. На следующее утро после наблюдения за ритуалом современных друидов среди множества стоящих камней на холме Крейг-на-Дун, Клэр слышит странный шум, доносящийся из одного из камней. Она кладёт свои руки на камень и... приходит в себя лежащей на земле. Вскоре она оказывается в эпицентре стычки между англичанами и мятежными горцами, а затем сталкивается лицом к лицу с человеком, как две капли воды похожим на её мужа Фрэнка — Чёрным Джеком Рэндаллом, капитаном драгун Его Величества. Шотландец спасает Клэр от нападения Рэндалла и забирает её с собой к своим товарищам; здесь она встречает Джейми Фрейзера, которому вправляет вывихнутое плечо, а затем лечит после пулевого ранения, полученного от англичан. В то время как Джейми отвозит Клэр в замок Леох, она понимает, что переместилась назад во времени. |    |                                                         |              |                                  |                  |      |
| 2 | 2  | «Замок Леох» «Castle Leoch»                             | Джон Дал     | Рональд Д. Мур                   | 16 августа 2014  | 0,89 |
| В замке Леох Клэр представляют Колуму Маккензи, лэрду замка Леох; вскоре Клэр понимает, что её подозревают как английскую шпионку. Она встречает таинственную Гейлис Данкан, и узнаёт о том, как Джейми выручил Лири, молодую симпатичную внучку миссис Фитцгиббонс. Пока Клэр планирует вернуться в Инвернесс к стоящим камням, Колум решает оставить её в Леохе как своего исцелителя. |    |                                                         |              |                                  |                  |      |
| 3 | 3  | «Выход» «The Way Out»                                   | Брайан Келли | Энн Кенни                        | 23 августа 2014  | 1,00 |
| Клэр надеется, что её медицинские навыки обеспечат доверие Маккензи и её возможную свободу, но ей удается только сделать себя более ценной для горцев. Спасая племянника миссис Фитцгиббонс от отравления, которое фанатичный монах Бэйн считает одержимостью, Клэр наживает нового врага. После того, как она и Джейми сговариваются, чтобы спасти наказанного за воровство мальчика, Клэр обретает надежду вернуться домой, услышав старую народную сказку про путешественника во времени через стоячие камни. |    |                                                         |              |                                  |                  |      |
| 4 | 4  | «Собрание» «The Gathering»                              | Брайан Келли | Мэттью Б. Робертс                | 30 августа 2014  | 0,84 |
| Клэр планирует свой побег во время большого сбора клана в Леохе, однако Джейми разубеждает и возвращает её. Из-за этого он попадает в опасную политическую позицию с Колумом, чего всеми силами пытался избежать, однако у него получается исправить ситуацию. Клэр заслуживает уважение Дугала, когда она помогает раненому на кабаньей охоте человеку; он решает взять её с собой в поездку по сбору платы с жителей земель Колума. |    |                                                         |              |                                  |                  |      |
| 5 | 5  | «Плата» «Rent»                                          | Брайан Келли | Тони Графиа                      | 6 сентября 2014  | 0,95 |
| Клэр не сходится во мнениях с Дугалом и его людьми во время поездки по сбору платы, особенно когда Дугал использует шрамы Джейми, чтобы получить больше денег с жителей. Позже она понимает, что они собирают средства для армии якобитов. Зная из истории, что их дело обречено на провал и приведёт гибели множества горцев, она пытается предупредить их. Во время разговора Дугала с Клэр их настигают красные мундиры. |    |                                                         |              |                                  |                  |      |
| 6 | 6  | «Командир гарнизона» «The Garrison Commander»           | Брайан Келли | Айра Стивен Бер                  | 13 сентября 2014 | 1,10 |
| Будучи среди англичан, Клэр думает, что нашла путь попасть обратно в Инвернесс, но только до тех пор, пока не сталкивается вновь с Чёрным Джеком Рэндаллом, который не остановится ни перед чем, чтобы узнать её тайну. Клэр узнаёт, что шрамы на спине Джейми являются результатом жестокой публичной порки от рук Рэндалла. Дугал спасает Клэр от Рэндалла, а затем проверяет её правдивость своим способом. |    |                                                         |              |                                  |                  |      |
| 7 | 7  | «Свадьба» «The Wedding»                                 | Анна Фёрстер | Энн Кенни                        | 20 сентября 2014 | 1,23 |
| Клэр и Джейми женятся по задумке Дугала, чтобы сделать её шотландской дамой и защитить от Рэндалла. В первую брачную ночь они пытаются узнать друг друга лучше. Они понимают, что испытывают друг к другу чувства, однако Клэр по-прежнему тоскует по Фрэнку, муже, которого она оставила в будущем. |    |                                                         |              |                                  |                  |      |
| 8 | 8  | «Обе стороны» «Both Sides Now»                          | Анна Фёрстер | Рональд Д. Мур                   | 27 сентября 2014 | 1,42 |
| В 1945 году Фрэнк теряет надежду на то, что Клэр когда-либо найдётся, в то время как в 1743 году Клэр живет новой жизнью в браке с Джейми. Экономка священника, помогавшего Фрэнку в исследованиях его родословной рассказывает ему о легенде путешественников во времени. В конце концов Фрэнк признаёт, что потерял Клэр навсегда, но в последний раз отправляется к стоячим камням. Клэр вспоминает о своих планах по возвращению, за мгновение до того, как видит Крейг-на-Дун в дали, и бежит к ним. Она слышит, как Фрэнк зовёт её, и в то же время он слышит её. Однако Клэр захватывают люди Рэндалла прежде, чем она успевает коснуться камня, и отвозят в Форт Уильям; Фрэнк в унынии уезжает. Когда Клэр почти договаривается о своём освобождении, появляется Чёрный Джек Рэндалл и допрашивает её. Рэндалл уже готовится её изнасиловать, когда в окне появляется Джейми. |    |                                                         |              |                                  |                  |      |
| Часть 2 |    |                                                         |              |                                  |                  |      |
| 9 | 9  | «Расплата» «The Reckoning»                              | Ричард Кларк | Мэттью Б. Робертс                | 4 апреля 2015    | 1,22 |
| Джейми спасает Клэр от Чёрного Джека Рэндалла, однако их отношения подвергаются испытаниям. Джейми пытается смягчить конфликт между Колумом и Дугалом, который был вызван спасением Клэр. Джейми не поддаётся попытке соблазнения Лири, которая потом оставляет отворот под кроватью Клэр и Джейми. |    |                                                         |              |                                  |                  |      |
| 10 | 10 | «По щелчку моих пальцев» «By The Pricking Of My Thumbs» | Ричард Кларк | Айра Стивен Бер                  | 11 апреля 2015   | 0,86 |
| Клэр выясняет отношения с озлобленной Лири и предъявляет ей ультиматум, однако с удивлением узнаёт, что отворот ей дала Гейлис. Джейми надеется найти поддержку в избавлении от объявленной за него награды и Чёрного Джека Рэндалла у герцога Сандрингема, а Клэр тем временем тайно использует свои исторические познания, чтобы помочь Джейми склонить герцога на его сторону. Дугал безутешен после смерти своей жены от болезни, однако беременная от него Гейлис в восторге. Когда муж Гейлис умирает во время приёма в честь герцога, Клэр понимает, что Гейлис отравила его. Колум запрещает Дугалу продолжать отношения с Гейлис и отсылает брата в его далекую усадьбу в сопровождении Джейми. Клэр и Гейлис арестовывают за колдовство. |    |                                                         |              |                                  |                  |      |
| 11 | 11 | «Метка дьявола» «The Devil’s Mark»                      | Майк Баркер  | Тони Графиа                      | 18 апреля 2015   | 1,09 |
| Клэр и Гейлис предъявлены обвинения в колдовстве. Нед Гоуэн ведёт их защиту, однако свидетели — в том числе Лири и даже отец Бэйн — против них. Клэр и Гейлис признают виновными. Джейми прорывается с боем в зал суда, чтобы встать на защиту Клэр, а Гейлис берёт всю вину на себя, чтобы оправдать Клэр. Клэр видит у Гейлис на плече шрам от прививки против оспы, и в совокупности с предыдущими загадочными словами Гейлис она понимает, что её подруга тоже из будущего. Гейлис тащат на костёр, в то время как Джейми уводит Клэр. Когда Джейми спрашивает её о шраме на руке, Клэр рассказывает ему свою фантастическую историю о путешествиях во времени, не надеясь на понимание. Но Джейми верит ей и отвозит в Крейг-на-Дун, желает ей благополучно вернуться в своё время и уходит. Клэр просит Джейми отвезти ее домой — в Лаллиброх. |    |                                                         |              |                                  |                  |      |
| 12 | 12 | «Лаллиброх» «Lallybroch»                                | Майк Баркер  | Энн Кенни                        | 25 апреля 2015   | 1,11 |
| Джейми отвозит Клэр к своей семье в Лаллиброх, где он воссоединяется со своей волевой сестрой Дженни. Вновь принимая на себя обязанности лэрда, Джейми нарушает заведённый порядок ведения хозяйства, пока Клэр не поправляет его. После того, как Джейми чудом избегает стычки с англичанами, он и Дженни примиряются. |    |                                                         |              |                                  |                  |      |
| 13 | 13 | «Дозор» «The Watch»                                     | Метин Хусейн | Тони Графиа                      | 2 мая 2015       | 1,04 |
| Когда в Лаллиброхе появляются люди из Дозора, Джейми притворяется кузеном Фрейзеров. Клэр понимает, что грядущие роды Дженни будут опасны из-за неправильного положения ребёнка, но клянётся Дженни хранить это в тайне. Тем временем объявляется дезертир Хоррокс из Красных мундиров и угрожает сдать Джейми, если не получит денег. Иан в конечном счете убивает Хоррокса. Признавшись во всём лидеру Дозора Маккуорри, Джейми соглашается присоединиться к их рейду. Дженни с помощью Клэр рожает дочь, в то время как отряд попадает в засаду, а Джейми захватывают англичане. |    |                                                         |              |                                  |                  |      |
| 14 | 14 | «Поиски» «The Search»                                   | Метин Хусейн | Мэттью Б. Робертс                | 9 мая 2015       | 1,08 |
| Клэр и Дженни отправляются на поиски Джейми. Они узнают, что он избежал похитителей, и Мерта с Клэр отправляются в путешествие, чтобы найти его. Их план заключается в том, чтобы Джейми сам нашёл их, пока они странствуют по сельской местности с Клэр под именем певицы «Англичанка». Они привлекают внимание Дугала, который сообщает им, что Джейми был схвачен и теперь ждёт казни в тюрьме Вентворт. Клэр заключает сделку с Дугалом, и убеждает его людей помочь ей спасти Джейми. |    |                                                         |              |                                  |                  |      |
| 15 | 15 | «Тюрьма Венворт» «Wentworth Prison»                     | Анна Фёрстер | Айра Стивен Бер                  | 16 мая 2015      | 1,01 |
| Рэндалл появляется в тюрьме Вентворт, чтобы остановить казнь Джейми, однако сделав это, пытает его, добиваясь его покорности. Между тем Клэр проникает в тюрьму, чтобы спасти своего мужа. Когда Рэндалл ловит её, Джейми соглашается подвергнуться изнасилованию со стороны Рэндалла в обмен на её свободу. Прежде чем её выводят из тюрьмы, Клэр сообщает Рэндаллу дату его смерти. Когда всё кажется потерянным, Мерта придумывает план по спасению Джейми. |    |                                                         |              |                                  |                  |      |
| 16 | 16 | «Выкупить душу» «To Ransom A Man’s Soul»                | Анна Фёрстер | Айра Стивен Бер и Рональд Д. Мур | 30 мая 2015      | 0,98 |
| План спасения, придуманный Мертой успешен, однако оказывается, что Джейми сломлен мучениями, которые он пережил в тюрьме Вентворт. Клэр ухаживает за ним, однако Джейми постоянно вспоминает своё изнасилование и психологические пытки от рук Рэндалла. В конце концов Клэр удаётся достучаться до Джейми и остановить его попытки убить себя. Они вместе с Мертой отплывают во Францию, где Клэр надеется встретиться с Карлом Стюартом и как-то предотвратить сражение при Каллодене. На корабле Клэр сообщает Джейми, что ждёт ребёнка. |    |                                                         |              |                                  |                  |      |

### Сезон 2 (2016)
| № общий | № в сезоне | Название                                                           | Режиссёр         | Автор сценария                  | Дата премьеры  | Зрители в США (млн) |
| --- | ---------- | ------------------------------------------------------------------ | ---------------- | ------------------------------- | -------------- | ------------------- |
| 17 | 1          | «Сквозь тусклое стекло» «Through a Glass, Darkly»                  | Метин Хусейн     | Рональд Д. Мур                  | 9 апреля 2016  | 1,46                |
| Клэр приходит в себя рядом с камнями в 1948 году и с ужасом обнаруживает, что шотландцы были разгромлены в битве при Каллодене. Скорбя о Джейми она вновь встречается с Фрэнком, который не может понять её внезапное появление, но отчаянно пытается вернуть. Клэр рассказывает о своей жизни в восемнадцатом веке, в том числе и об отношениях с Джейми и о том факте, что она носит его ребенка. Постепенно они понимают, что будет лучше воспитывать ребёнка вместе и возобновить супружескую жизнь, делая вид, что ничего не случилось. Также Клэр вспоминает обстоятельства её прибытия во Францию с Джейми и их знакомство с графом Сен-Жерменом. |            |                                                                    |                  |                                 |                |                     |
| 18 | 2          | «Больше не в Шотландии» «Not in Scotland Anymore»                  | Метин Хусейн     | Айра Стивен Бер                 | 16 апреля 2016 | 1,24                |
| В 1744 году Клэр и Джейми обосновываются в Париже под видом торговцев вином, замещающих кузена Джейме, Джареда, во время его отсутствия. Однако на самом деле они преследуют другую цель — предотвращение якобитского восстания. Джаред устраивает для Джейми встречу с принцем Чарльзом Эдвардом Стюартом, однако Джейми не удаётся сдерживать планы принца по захвату английского престола. Клэр обеспечивает приглашение в Версаль, где она надеется переговорить с королём Франции Людовиком XV и его министром финансов, чтобы сорвать возможное финансирование восстания Францией. Фрейзеры производят впечатление при дворе, а Клэр неожиданно встречается с герцогом Сандрингемом, который сообщает ей, что Чёрный Джек Рэндалл всё ещё жив.                                     |            |                                                                    |                  |                                 |                |                     |
| 19 | 3          | «Полезные занятия и ухищрения» «Useful Occupations and Deceptions» | Метин Хусейн     | Энн Кенни                       | 23 апреля 2016 | 1,21                |
| Пока Джейми продолжает попытки расстроить финансирование мятежа принца Чарльза, Клэр находит для себя полезное занятие — она становится волонтёром в благотворительном госпитале, которым управляет властная матушка Хильдегард. Клэр и Джейми обнаруживают, что Сандрингем помогает Чарльзу получить средства от английских вельмож; Джейми надеется сорвать этот договор. Джейми вынужден проводить время с Сандрингемом, который несомненно рано или поздно сообщит ему, что Рэндалл жив, Клэр не находит в себе сил сказать об этом Джейми. |            |                                                                    |                  |                                 |                |                     |
| 20 | 4          | «Белая дама» «La Dame Blanche»                                     | Дуглас Маккиннон | Тони Графиа                     | 30 апреля 2016 | 1,17                |
| Клэр рассказывает Джейми о Джек Рэндалле, что может заставить его мстить. Клэр подозревает, что за попыткой покушения на её жизнь стоит граф Сен-Жермен, и вместе с Джейми планирует званый ужин, чтобы представить Чарльза в плохом свете перед Сандрингемом. |            |                                                                    |                  |                                 |                |                     |
| 21 | 5          | «Несвоевременное воскрешение» «Untimely Resurrection»              | Дуглас Маккиннон | Ричард Кахэн                    | 7 мая 2016     | 1,13                |
| Ужин, обернувшийся катастрофой, отпугнул инвесторов Чарльза, однако принц находит поддержку у врага Джейми — Сен-Жермена. К большому огорчению обоих, Чарльз заставляет их работать всместе. Пытаясь сохранить генеалогическую ветвь Фрэнка, Клэр саботирует отношения между Мэри Хокинс и Алексом Рэндаллом. Чёрный Джек Рэндалл объявляется в Версале, где Джейми вызывает его на дуэль. Джейми в ярости, когда Клэр заставляет его поклясться, что до истечения года он не будет убивать Рэндалла, чтобы тот успел зачать ребёнка с Мэри. |            |                                                                    |                  |                                 |                |                     |
| 22 | 6          | «Самые лучшие планы» «Best Laid Schemes...»                        | Метин Хусейн     | Мэттью Б. Робертс               | 14 мая 2016    | 1,03                |
| Джейми говорит Мерте правду о прошлом Клэр. Клэр использует свои медицинские знания, чтобы у мужчин Сен-Жермена возникли симптомы, напоминающие признаки оспы. Джейми и Мерта крадут вино графа из-под его носа, чтобы лишить Чарльза финансирования. Судьба вновь сталкивает Джейми и Рэндалла, а Клэр успевает прибыть как раз вовремя, чтобы увидеть их на смертельной дуэли. Джейми серьёзно ранит Рэндалла, а подоспевшие жандармы арестовывают его. Беременная Клэр, истекая кровью, теряет сознание. |            |                                                                    |                  |                                 |                |                     |
| 23 | 7          | «Вера» «Faith»                                                     | Метин Хусейн     | Тони Графиа                     | 21 мая 2016    | 1,10                |
| Ребёнок Джейми и Клэр появляется на свет мертворождённым, а опустошенная Клэр почти умирает от лихорадки. Пока Джейми находится в Бастилии, Клэр обнаруживает, что тот вызвал на дуэль Рэндалла, потому что обнаружил, как английский капитан насиловал Фергюса. Клэр просит за Джейми у короля, который заставляет её решать судьбу подозреваемых в колдовстве мастера Рэймонда и Сен-Жермена. Она находит способ сохранить жизнь обоим, однако, Раймонд отравляет Сен-Жермена. Клэр спит с королём в обмен на свободу Джейми. Чтобы примириться со своим горем, они посещают могилу своей дочери Веры перед отъездом из Парижа в Шотландию. |            |                                                                    |                  |                                 |                |                     |
| 24 | 8          | «Лисья нора» «The Fox’s Lair»                                      | Майк Баркер      | Энн Кенни                       | 28 мая 2016    | 1,06                |
| Вернувшись в Шотландию, Джейми вынужден поддержать якобитское восстание, которое нельзя остановить. Он и Клэр отправляются просить военную помощь у его деда, лорда Ловата, где встречают Колума и Лири. Колум надеется остановить участие в восстании, которое, как он считает, наверняка не удастся. Лири просит прощение у Клэр, а позже соглашается помочь ей и Джейми манипулировать юным Ловатом. Играя за обе стороны, Ловат обещает мир Колуму, а в то же время отправляет людей под командованием своего сына с Джейми. |            |                                                                    |                  |                                 |                |                     |
| 25 | 9          | «Я готов» «Je Suis Prest»                                          | Филип Джон       | Мэттью Б. Робертс               | 4 июня 2016    | 0,94                |
| Клэр и Джейми вновь встречаются с Ангусом, Рупертом и Дугалом. Пока Джейми и Мерта пытаются обучить людей Ловата, происходящее в лагере напоминает Клэр о пережитых ей несчастьях в годы Второй мировой войны. Позже она и Джейми вынуждают молодого британского разведчика Уильяма Грея раскрыть им важную информацию о британских силах. |            |                                                                    |                  |                                 |                |                     |
| 26 | 10         | «Престонпанс» «Prestonpans»                                        | Филип Джон       | Айра Стивен Бер                 | 11 июня 2016   | 0,82                |
| Джейми и якобиты идут в первый бой против британцев при Престонпансе. Застав британцев врасплох в тумане, горцы одерживают победу, однако позже Ангус умирает от полученных ран. |            |                                                                    |                  |                                 |                |                     |
| 27 | 11         | «Месть будет моей» «Vengeance Is Mine»                             | Майк Баркер      | Диана Гэблдон                   | 18 июня 2016   | 0,86                |
| Когда Клэр, Джейми и их люди оказываются в окружении англичан, Клэр притворяется английской заложницей, чтобы Дугал смог договориться о безопасном проходе для горцев. Клэр отвозят в «безопасное» место, которым оказывается замок лорда Сандрингема, где он находится вместе со своей крестницей Мэри Хокинс. Она узнаёт в камердинере Сандрингема, Дантоне, человека, который изнасиловал Мэри. Чтобы вернуть доверие английского короля, Сандрингем намеревается заманить «Рыжего Джейми» в ловушку, когда тот явится спасти Клэр, а затем предать их в руки англичан. Предупреждённые о ловушке, Джейми и Мерта проникают в замок. Мэри убивает Дантона, а Мерта обезглавливает Сандрингема, тем самым выполнив данное Клэр и Мэри обещание отомстить за нападение на них в Париже. |            |                                                                    |                  |                                 |                |                     |
| 28 | 12         | «Дева Мария» «The Hail Mary»                                       | Филип Джон       | Энн Кенни и Айра Стивен Бер     | 25 июня 2016   | 1,05                |
| Джейми пытается предотвратить сражение при Каллодене с помощью превентивного удара по англичанам. Клэр вынуждена найти способ заставить Рэндалла жениться на Мэри, которая беременна ребёнком умирающего Алекса. |            |                                                                    |                  |                                 |                |                     |
| 29 | 13         | «Стрекоза в янтаре» «Dragonfly in Amber»                           | Филип Джон       | Тони Графиа и Мэттью Б. Робертс | 9 июля 2016    | 1,15                |
| В 1968 году Клэр открывает всю правду своей повзрослевшей дочери Брианне. В 1746 году Джейми делает всё возможное, чтобы спасти своих любимых в надвигающейся битве при Каллодене. |            |                                                                    |                  |                                 |                |                     |

### Сезон 3 (2017)
| № общий | № в сезоне | Название                                       | Режиссёр            | Автор сценария                  | Дата премьеры    | Зрители в США (млн) |
| --- | ---------- | ---------------------------------------------- | ------------------- | ------------------------------- | ---------------- | ------------------- |
| 30 | 1          | «Присоединившиеся к битве» «The Battle Joined» | Брендан Мар         | Рональд Д. Мур                  | 10 сентября 2017 | 1,49                |
| В 1948 году беременная Клэр переезжает с Фрэнком в Бостон и пытается приспособиться к новой жизни. В 1746 году Джейме и Рупер выживают в битве при Каллодене, однако позже их ловят англичане. Руперта казнят, а смертельно раненого Джейме милует старший брат Джона Грея, мальчика, чью жизнь тот сохранил перед Престонпансом. |            |                                                |                     |                                 |                  |                     |
| 31 | 2          | «Добровольная капитуляция» «Surrender»         | Дженнифер Гетцингер | Энн Кенни                       | 17 сентября 2017 | 1,40                |
| 1752 год, прошло шесть лет с подавления восстания; Джейме продолжает скрываться в окрестностях своего поместья, лишь изредка проведывая свою семью. Английские солдаты разыскивают его, причём один из офицеров калечит Фергюса, отрубая мальчику кисть. Джейме понимает, что подвергает опасности своих близких и вынуждает сестру «выдать» его, разыгрывая фальшивое возвращение и семейную драму. Солдаты арестовывают Джейме, его семья получает вознаграждение за мнимое предательство. В 1948 году Клэр и Фрэнк переживают семейный кризис, Клэр понимает, что всё ещё любит Джейме, но одновременно остаётся женой Фрэнка. Не находя удовлетворения в жизни домохозяйки, она начинает изучать анатомию в группе, состоящей из одних мужчин.                                                                      |            |                                                |                     |                                 |                  |                     |
| 32 | 3          | «Все долги погашены» «All Debts Paid»          | Брендан Мар         | Рональд Д. Мур                  | 24 сентября 2017 | 1,55                |
| Клэр заканчивает медицинский институт. Теперь, когда Брианна выросла, Фрэнк хочет развестись, чтобы жениться на своей любовнице и вернуться в Англию. Они спорят о том, с кем будет жить Брианна, однако вскоре Фрэнк погибает в автокатастрофе. Джейми отбывает наказание в тюрьме Ардсмуир, где является лидером и представителем шотландских заключённых. Его странные отношения с новым комендантом, повзрослевшим Джоном Греем, перерастают в дружбу. Когда тюрьму закрывают, Мерту и остальных заключённых отправляют в американские колонии в качестве слуг, а Грей направляет Джейми на работу в имение семьи Дансени под названием Хелуотер. |            |                                                |                     |                                 |                  |                     |
| 33 | 4          | «Об утраченном» «Of Lost Things»               | Брендан Мар         | Тони Графиа                     | 1 октября 2017   | 1,59                |
| Клэр и Брианна исследуют исторические записи, чтобы отследить Джейми в Ардсмюре, однако ничего не могут найти. Они возвращаются в Америку. Служа в качестве конюха у семьи Дансани, их старшая дочь Дженива шантажирует Джейми и заставляет переспать с собой перед собственной свадьбой. Позже, когда она и её муж-граф умирают, оставляя новорожденного сына Уилли сиротой, сестра Дженивы Изабель продолжает хранить тайну: настоящий отец ребёнка — Джейми. Годы спустя, когда сходство молодого графа с ним становится очевидным, Джейми просит лорда Грея и Изабель позаботиться о мальчике, а сам покидает Хелуотер. |            |                                                |                     |                                 |                  |                     |
| 34 | 5          | «Свобода и виски» «Freedom & Whisky»           | Брендан Мар         | Тони Графиа                     | 8 октября 2017   | 1,60                |
| В декабре 1968 года Роджер прибывает в Бостон, чтобы передать Клэр сведения, которые могут помочь найти Джейми в 1765 году. Брианна призывает Клэр вернуться в прошлое и воссоединиться с Джейми; мать и дочь прощаются. В 1765 году в Эдинбурге Клэр находит Джейми в типографии. |            |                                                |                     |                                 |                  |                     |
| 35 | 6          | «А. Малкольм» «A. Malcolm»                     | Норма Бэйли         | Мэттью Б. Робертс               | 22 октября 2017  | 1,72                |
| Клэр и Джейми воссоединяются. Клэр показывает Джейми фотографии Брианны, а он рассказывает ей о Уилли. Она также узнает, что Джейми печатает листовки, контрабандой ввозит вино и спиртные напитки и живёт в борделе. Клэр встречает взрослого Фергюса и общается с проститутками в учреждении мадам Жанн. Пока Джейми отсутствует, на Клэр нападают. |            |                                                |                     |                                 |                  |                     |
| 36 | 7          | «Мятный ликёр» «Creme De Menthe»               | Норма Бэйли         | Карен Кэмпбелл                  | 29 октября 2017  | 1,52                |
| Клэр толкает нападающего, тот падает и ударяется головой о каменный пол. Клэр пытается спасти его жизнь, однако безуспешно. Иан приезжает искать своего сына, молодого Иана. Джейми утверждает, что он не видел мальчика, хотя молодой Иан работает на него. Молодой Иан натыкается на злоумышленника в типографии, который случайно обнаруживает листовки. В типографии вспыхивает огонь, но Джейми спасает мальчика. |            |                                                |                     |                                 |                  |                     |
| 37 | 8          | «Первая жена» «First Wife»                     | Дженнифер Гетцингер | Джой Блейк                      | 5 ноября 2017    | 1,64                |
| Джейми увозит Клэр домой в Лаллиброх, где его холодно встречает Дженни. Клэр обнаруживает, что Джейми женился на дважды овдовевшей Лири. Во время ссоры Лири случайно стреляет в него, но Клэр выхаживает его с помощью пенициллина, принесённого из будущего. Нед Гоуэн ведёт переговоры с Лири о разводе с Джейми. Чтобы выплатить отступные Лири, Джейми решает достать клад, спрятанный на Шёлковом острове. Молодой Иан плывёт на остров вместо раненого Джейми. Неизвестный корабль захватывает молодого Иана и увозит в неизвестном направлении. |            |                                                |                     |                                 |                  |                     |
| 38 | 9          | «Депрессия» «The Doldrums»                     | Дэвид Мур           | Шэннон Госс                     | 12 ноября 2017   | 1,49                |
| Джейми узнает, что корабль, захвативший Иана, направляется на Ямайку. Вместе с Клэр они уплывают на другом корабле, в надежде найти его. С ними отправляется также и Фергюс со своей невестой, приемной дочерью Джейми. Вскоре корабль попадает в штиль и дрейфует несколько недель, что едва не приводит к бунту. Но, вскоре начинается дождь, и моряки готовы продолжить плавание. Однако, они видят сигнал бедствия с соседнего корабля: экипаж охвачен эпидемией тифа. Клэр отправляется на соседний корабль, чтобы помочь команде. Но капитан не намерен отпускать ее, и даёт приказ продолжить плавание. Он объясняет Клэр, что она нужна им здесь в качестве врача, и сможет воссоединиться с мужем по прибытии на Ямайку.                                                                                       |            |                                                |                     |                                 |                  |                     |
| 39 | 10         | «Небо и земля» «Heaven and Earth»              | Дэвид Мур           | Люк Шелхаас                     | 19 ноября 2017   | 1,23                |
| Джейми ссорится с капитаном, не захотевшим увеличить скорость корабля, чтобы догнать корабль, увезший Клэр. Тем временем, Клэр помогает лечить больных и находит человека, источника распространения болезни. Случайно Клэр узнает, что капитан намеренно увез ее, чтобы использовать в качестве приманки, поскольку Джейми хотят повесить за измену по прибытии на Ямайку. Она хочет сбежать и предупредить его. Со второй попытки ей это удается. Соорудив плот, чтобы доплыть на нем к берегу, Клэр прыгает в воду. |            |                                                |                     |                                 |                  |                     |
| 40 | 11         | «Неизведанная территория» «Uncharted»          | Шарлотта Брандстрём | Карен Кэмпбелл и Шэннон Госс    | 26 ноября 2017   | 1,40                |
| Клэр достигает берега, и в поисках цивилизации блуждает по острову два дня. Израненная и голодная, она наконец находит деревню, где ее выхаживает местный священник. От него Клэр узнает, что находится на острове Сан-Доминго. Она решает отправиться далее в путь до Ямайки, однако случайно узнает, что Джейми и корабль находятся на другом берегу. Тем временем, корабль Артемис попал в шторм, в котором погиб капитан и другие моряки. А команда во главе с Джейми высадилась на берегу для починки корабля. Клэр и Джейми вновь воссоединяются, а священник женит Фергюса и Марсели. |            |                                                |                     |                                 |                  |                     |
| 41 | 12         | «Бакра» «The Bakra»                            | Шарлотта Брандстрём | Люк Шелхаас                     | 3 декабря 2017   | 1,51                |
| Клэр и Джейми прибывают на Ямайку. Пытаясь узнать что-то о Иане, они отправляются на рынок рабов, где покупают раба, чтобы он помог им с поисками в обмен на свободу. Джейми и Клэр приглашены на прием к губернатору, которым оказывается Джон Грей. Они с Джейми очень рады видеть друг друга, Джейми расспрашивает его о своем сыне. Тем временем, Клэр на приеме встречает Гейлис, которая, оказывается, не погибла на костре, а смогла сбежать. Сейчас она богатая вдова. Позже Клэр узнает, что именно Гейлис замешана в похищении Иана — ее интересуют сапфиры, одного из которых ей не достает для завершения пророчества. Фергюс видит, как к губернатору приехал капитан Леонард с намерением задержать Джейми. Они в спешке покидают прием, но по дороге капитан всё-таки их догоняет и арестовывает Джейми. |            |                                                |                     |                                 |                  |                     |
| 42 | 13         | «Центр урагана» «Eye of the Storm»             | Мэттью Б. Робертс   | Мэттью Б. Робертс и Тони Графиа | 10 декабря 2017  | 1,43                |
| Грей приказывает капитану Леонарду освободить Джейми, за неимением доказательств и ордера. Тем временем, Клэр прибывает в поместье Гейлис с намерением найти Иана. Клэр проговаривается Гейлис о дочери. Гейлис догадывается, что именно Брианна — тот 200-летний ребенок, о котором говорится в пророчестве. Она задумывает вернуться обратно в 20 век, чтобы убить Брианну, но Джейми и Клэр останавливают ее. Гейлис погибает, а Иан спасён. Клэр и Джейми на корабле возвращаются обратно в Шотландию, но по пути попадают в страшный шторм, в котором Клэр смывает за борт. Джейми кидается спасать ее. Вдвоем они оказываются на берегу. От местных жителей они узнают, что некоторые члены экипажа выжили, а сами они находятся не на острове, а на материке — Америке.                                          |            |                                                |                     |                                 |                  |                     |

### Сезон 4 (2018—2019)
| № общий | № в сезоне | Название                                        | Режиссёр            | Автор сценария                  | Дата премьеры   | Зрители в США (млн) |
| --- | ---------- | ----------------------------------------------- | ------------------- | ------------------------------- | --------------- | ------------------- |
| 43 | 1          | «Америка прекрасная» «America the Beautiful»    | Джулиан Холмс       | Мэттью Б. Робертс и Тони Графиа | 4 ноября 2018   | 1,08                |
| В Северной Каролине Джейми и Клэр планируют продать драгоценные камни Гейлис, чтобы всем вернуться Шотландию. Они помогают вору Стивену Боннету, который сбежал с собственной казни, избежать повторной поимки. Джейми и Клэр решают остаться в Америке и начать новую жизнь; Фергюс и беременная Марсали также решают остаться. По пути к тёте Джейми, он и Клэр подвергаются нападению Стивена и его банды. Стивен берёт драгоценности и убивает человека Джейми — Лесли. |            |                                                 |                     |                                 |                 |                     |
| 44 | 2          | «Не навреди» «Do No Harm»                       | Джулиан Холмс       | Карен Кэмпбелл                  | 11 ноября 2018  | 0,87                |
| Джейми, Клэр и Молодой Иан приезжают в Ривер-Ран, большую плантацию тёти Джейми по матери, Джокасты Маккензи Камерон. Клэр неприятно, что Джокаста владеет рабами, и когда она называет Джейми своим наследником, он объявляет о намерении освободить их. Друг Джокасты Фарквард пытается убедить его в тщетности такой попытки. Раб атакует белого надзирателя; Клэр и Джейми спасают раненого раба от немедленной казни, однако толпа требует, чтобы они передали его им для расправы. Когда другого выхода не остаётся, Клэр по просьбе Джейми применяет эвтаназию. |            |                                                 |                     |                                 |                 |                     |
| 45 | 3          | «Поддельная невеста» «The False Bride»          | Бен Болт            | Дженнифер Йель                  | 18 ноября 2018  | 0,86                |
| К разочарованию Джокасты, Джейми и Клэр решают покинуть Ривер-Ран и осесть в другом месте. Потерявшись в лесу во время грозы, Клэр находит человеческий череп и видит призрак индейца. Они с Джейми идут по таинственным следам и воссоединяются. Клэр замечает современные серебряные пломбы в зубах черепа и понимает, что покойный был путешественником во времени. Они находят красивый участок земли и решают обосноваться там. В 1970 году Брианна и Роджер воссоединяются, чтобы отправиться в Северную Каролину. Он делает ей предложение, но она отказывает ему, так как не готова к браку. Они сильно ссорятся. |            |                                                 |                     |                                 |                 |                     |
| 46 | 4          | «Общая земля» «Common Ground»                   | Бен Болт            | Джой Блейк                      | 25 ноября 2018  | 0,96                |
| Принимая предложение губернатора Трайона о земле, Джейми и Клэр решают назвать будущее поместье Фрейзерс-Ридж. Им доставляют неприятности несколько воинов-чероки и медведь. Медведь нападает на Джейми и тот убивает его, узнав, что на самом деле это чероки, изгнанный из племени за изнасилование. Он и племя соглашаются жить друг с другом в мире. В 1971 году Роджер узнаёт о том, что Джейми и Клэр осели в Северной Каролине, и сообщает Брианне, что её родители нашли друг друга. Позже он узнает, что Фрейзеры погибли в пожаре, и решает не говорить Брианне о своём открытии. Тем временем она отправилась в Шотландию чтобы «навестить свою мать», не сообщив об этом Роджеру. |            |                                                 |                     |                                 |                 |                     |
| 47 | 5          | «Варвары» «Savages»                             | Дениз Ди Нови       | Бронвин Гэррити                 | 2 декабря 2018  | 0,96                |
| Клэр принимает роды Петронеллы Мюллер, но она, её ребенок и шурин вскоре умирают от кори. Полагая, что чероки прокляли его, обезумевший от горя Герхард Мюллер в отместку снимает скальп с целительницы Адавэхи, подруги Клэр. Индейцы мстят, убивая Герхарда и его жену и сжигая их дом. Тем временем Джейми встречается с Мертой, который теперь работает кузнецом в соседнем городе. В 1971 году Роджер отправляется за Брианной в Инвернесс, где она прошла сквозь камни, чтобы встретиться с родителями. |            |                                                 |                     |                                 |                 |                     |
| 48 | 6          | «Кровь от моей крови» «Blood of My Blood»       | Дениз Ди Нови       | Шаина Фьюэлл                    | 9 декабря 2018  | 1,04                |
| Лорд Джон приезжает на Фрейзерс-Ридж с юным Уильямом. Мерта узнаёт, что Уильям — сын Джейми, но соглашается хранить секрет. Джейми берёт Уильяма на охоту и рыбалку в лесу, а Клэр ухаживает за Джоном, который заболел корью. Уильям злит индейцев чероки, вынув рыбу из одной из их ловушек, и Джейми готов пожертвовать собой, чтобы защитить мальчика. Джон выздоравливает, и Джейми с грустью смотрит, как Уильям уезжает. |            |                                                 |                     |                                 |                 |                     |
| 49 | 7          | «Вниз по кроличьей норе» «Down the Rabbit Hole» | Дженнифер Гетцингер | Шэннон Госс                     | 16 декабря 2018 | 1,12                |
| На равнинах Шотландии Брианна повреждает лодыжку и почти замерзает, но её находит Лири и ухаживает за ней. Роджер следует за Брианной через стоячие камни и нанимается в экипаж корабля Стивена Боннета, который идёт в Америку. Брианна вспоминает дни, предшествующие смерти Фрэнка. Лири понимает, что Брианна дочь Клэр и Джейми, и выходит из себя. Дочь Лири Джоан отвозит Брианну в Лаллиброх к Иану до того, как её арестуют как ведьму. Во время плаванья Роджер пытается помочь своему предку Мораг Маккензи, но наживает врага в лице Стивена. Брианна нанимает служанкой Лиззи Веймисс и покупает билеты в колонии для них обеих. |            |                                                 |                     |                                 |                 |                     |
| 50 | 8          | «Уилмингтон» «Wilmington»                       | Дженнифер Гетцингер | Люк Шелхаас                     | 23 декабря 2018 | 0,91                |
| Роджер прибывает в Уилмингтон в поисках Брианны. Тем временем, Клэр и Джейми также прибыли в Уилмингтон навестить Фергюса с Марсели. Роджер и Брианна, случайно встретившись в баре, решают обручиться. Но вскоре, Брианна узнает, что Роджер скрыл от неё информацию про пожар, в котором погибнут её родители. Они сильно ссорятся, и Роджер уходит. Губернатор узнает о плане нападения с ограблением бандой, которую возглавляет Мерта, и организовывает засаду, однако Фергус успевает предупредить об этом Мерта. Расстроенная после ссоры с Роджером Брианна, встречает в баре Стивена Боннета, который насилует её. |            |                                                 |                     |                                 |                 |                     |
| 51 | 9          | «Птицы и пчёлы» «The Birds & The Bees»          | Дэвид Мур           | Мэттью Б. Робертс и Тони Графиа | 30 декабря 2018 | 1,01                |
| Родждер, шантажируемый Стивеном Боннетом, покидает Уилмингтон вместе с экипажем корабля из-за страха потерять руку, которую Стивен пообещал отрубить, если тот не поедет с ними. Однако Стивен обещает отпустить Роджера в Филадельфии, после разгрузки груза. Брианна, тем временем, собирается отправиться к тете Джокасте, которая может подсказать ей, как найти родителей. Служанка Брианны Лиззи узнает, что Фрейзеры сейчас находятся в Уилмингтоне, и говорит об этом Брианне. Брианна встречает Джейми, а затем и Клэр, и вместе они отправляются в Фрейзерс-Ридж. Джейми и Брианна отправляются на охоту, чтобы провести вместе время, и Джейми понимает, что он не хочет, чтобы Брианна возвращалась в 20 век. Клэр узнает, что Брианна беременна и что отцом ребенка может быть Стивен, который её изнасиловал. Клэр решает рассказать об этом Джейми. Лиззи увидев Роджера, которой был на пути во Фрейзерс-Ридж, ошибочно принимает его за насильника Брианны, и рассказывает об этом Иану и Джейми. Джейми до полусмерти избивает Роджера. |            |                                                 |                     |                                 |                 |                     |
| 52 | 10         | «Глубина сердца» «The Deep Heart’s Core»        | Дэвид Мур           | Люк Шелхаас                     | 6 января 2019   | 1,16                |
| Иан-младший продал Роджера могавкам. Лиззи признаётся Брианне, что Джейми избил её насильника, Брианна осознаёт, что Лиззи ошиблась и спешит узнать, куда Джейми отправил Роджера. Во время ссоры Брианны с Джейми выясняется, кто на самом деле изнасиловал Брианну. Клэр, Джейми и Иан-младший отправляются на поиски Роджера, Мерта с Брианной и Лиззи едут к тетушке Джокасте. Перед отъездом Иан-младший делает предложение Брианне, Джейми просит Мерта схватить Стивена Боннета. Роджер сбегает от могавков и случайно находит портал-камень. |            |                                                 |                     |                                 |                 |                     |
| 53 | 11         | «Если не в надежде» «If Not For Hope»           | Мэйрзи Алмас        | Шаина Фьюэлл и Бронвин Гэррити  | 13 января 2019  | 1,27                |
| Роджер снова в плену у могавков. Мерта отправляет Фергюса разузнать, когда Стивен Боннет прибудет в Уиллмингтон, Фергюс узнаёт, что Мерта в розыске. Марсели просит Мерта, чтобы тот призвал Фергюса присоединиться к регуляторам. Тётушка Джокаста устраивает у себя приём, на котором знакомит Брианну с неженатыми мужчинами в целях найти ей спутника. На приёме Брианна знакомится с Джоном Греем, тот узнаёт, что она в положении. Мерта с Фергюсом схватили Боннета, но их перехватывают стражи, они арестовывают Мерта и Боннета. Брианна не в восторге от перспективы сватовства, накануне вечером она застала Джона Грея с судьёй. Утром, когда служанка сказала, что один из кандидатов собирается сделать ей предложение, она встречается с Джоном Греем и шантажом просит жениться на ней. |            |                                                 |                     |                                 |                 |                     |
| 54 | 12         | «Провидение» «Providence»                       | Мэйрзи Алмас        | Карен Кэмпбелл                  | 20 января 2019  | 1,27                |
| Джон Грей сообщает Брианне, что Боннета арестовали и приговорили к повешению, она настаивает на том, что хочет увидеть его и поговорить с ним перед казнью. Фергюс планирует спасение Мерта из тюрьмы, Марсели ему помогает. В плену Роджер знакомится со священником и предлагает ему сбежать вместе. Брианна приезжает с Джоном в тюрьму к Боннету, в это же время Фергюс с другими регуляторами устраивают освобождение Мерта из этой же тюрьмы. У Роджера появляется возможность сбежать, он сбегает, но решает вернуться, чтобы облегчить страдания священнику, которого пытали на костре. |            |                                                 |                     |                                 |                 |                     |
| 55 | 13         | «Достойный человек» «Man of Worth»              | Стивен Вулфенден    | Тони Графиа                     | 27 января 2019  | 1,45                |
| Брианна рожает мальчика в Ривер-Ран. Джейми, Клэр и юный Иан прибывают в поселение могавков в провинции Нью-Йорк, но местные жители встревожены каменным кулоном, который носит Клэр, и отсылают Фрейзеров прочь. Группа ирокезов приходит в лагерь Джейми и Клэр в поисках камня, который принадлежал бывшему члену их племени, предсказавшему уничтожение могавков. Клэр ранее определила по его черепу, что этот человек также был путешественником во времени. Фрейзеры убеждают группу помочь им освободить Роджера, молодой Иан предлагает себя в качестве замены Роджеру. На обратном пути в Северную Каролину Клэр рассказывает Роджеру об изнасиловании Брианны и беременности, давая ему шанс решить, сможет ли он вырастить ребенка, который, возможно, не его. Брианна опустошена, когда Клэр и Джейми возвращаются в Ривер Ран одни, но Роджер появляется перед их отъездом во Фрейзерс-Ридж и признается Брианне в любви. Джейми получает письмо от губернатора Трайона с просьбой найти и убить лидера Регуляторов: Мерту.                 |            |                                                 |                     |                                 |                 |                     |

### Сезон 5 (2020)
| № общий | № в сезоне | Название                                                                | Режиссёр         | Автор сценария                 | Дата премьеры   | Зрители в США (млн) |
| --- | ---------- | ----------------------------------------------------------------------- | ---------------- | ------------------------------ | --------------- | ------------------- |
| 56 | 1          | «Огненный крест» «The Fiery Cross»                                      | Стивен Вулфенден | Мэттью Б. Робертс              | 16 февраля 2020 | 0,815               |
| Джейми и Клэр празднуют свадьбу Роджера и Брианны, которая узнает, что насильник Боннет жив. Роджер беседует с леди Кэмерон, после чего окончательно признает рожденного Брианной Джереми своим сыном. Прибывшие на свадьбу англичане требуют начать охоту на бунтовщика Мерту Фрейзера. Джейми просит о клятве верности шотландцев, живущих в его поселении. Клэр обеспокоена судьбой зятя, неподготовленного к условиям жизни в колониальной Америке. |            |                                                                         |                  |                                |                 |                     |
| 57 | 2          | «Меж двух огней» «Between Two Fires»                                    | Стивен Вулфенден | Тони Графиа и Люк Шелхас       | 23 февраля 2020 | 0,787               |
| После смерти очередного пациента, Клэр ищет способы просветить местных жителей о чудесах медицины. Джейми ставит себя под удар, колеблясь между помощью бунтовщикам и клятвой верности короне. Роджер думает над возможностью вернуться в свое время, пока Брианна не в силах забыть о Боннете. |            |                                                                         |                  |                                |                 |                     |
| 58 | 3          | «Свободная воля» «Free Will»                                            | Джейми Пейн      | Люк Шелхас                     | 1 марта 2020    | 0,772               |
| Клэр продолжает пытаться изобрести лекарство в домашних условиях. Вернувшийся из похода Джейми рассказывает о пережитом и берет жену в ополчение, оставляя Брианну в одиночестве. В дороге супруги вынуждены отделиться от отряда, который временно возглавит Роджер. В поисках необходимых документов, они облегчают муки перенёсшего апоплесический удар соседа и берут под опеку ребенка его жены. Клэр готова поддержать зятя в стремлении покинуть колонии. |            |                                                                         |                  |                                |                 |                     |
| 59 | 4          | «Наш круг общения» «Company We Keep»                                    | Джейми Пейн      | Барбара Степански              | 8 марта 2020    | 0,762               |
| В дороге, взявший на себя командование Роджер, столкнувшись с разгневанным отцом обесчещенной дочери, пытается применить навыки дипломатии, однако ситуация лишь обостряется. Догнавший отряд Джейми вынужден идти на уступки и хитрости, чтобы разрешить возникший конфликт. Развеивая иллюзии мужа о ребенке, Клэр удается пристроить новорожденную девочку в хорошую семью, пока Брианна борется со страхом, порожденным насильником Боннетом. |            |                                                                         |                  |                                |                 |                     |
| 60 | 5          | «Непрерывное поклонение» «Perpetual Adoration»                          | Мира Менон       | Элисон Эванс и Стив Корнаки    | 15 марта 2020   | 0,733               |
| Клэр проводит близнецам серьезную операцию, как только создает необходимое лекарство. Брианна ссорится с мужем из-за бриллианта, подаренного ей насильником. Узнав от нее, что Боннет жив, Роджер еще больше убеждается в мысли вернуться в будущее, едва сын подрастет. От красных мундиров Джейми узнает, что губернатор намерен помиловать регуляторов, но ситуация выходит из под контроля и он вынужден сделать еще один шаг в сторону бунтовщиков. |            |                                                                         |                  |                                |                 |                     |
| 61 | 6          | «Лучше вступить в брак, нежели разжигаться» «Better to Marry Than Burn» | Мира Менон       | Стефани Шэннон                 | 22 марта 2020   | 0,823               |
| В поместье леди Кэмерон готовятся к ее свадьбе. Клэр осаждает надоедливый поклонник, однако в беседе с ним неожиданно всплывает имя Боннета. Джейми ввязывается в спор с наглецом, преследуя конечную цель отомстить насильнику дочери. На посевные поля поселения Фрейзеров ожидается наплыв саранчи и Роджер находит оригинальное решение по спасению урожая, заслужив уважение не веривших в него соседей. Мерта навещает возлюбленную, вопреки угрозе ареста, но Джокаста прогоняет его. Между тем англичане намерены нанести упреждающий удар по регуляторам, нарушив хрупкое равновесие мира. |            |                                                                         |                  |                                |                 |                     |
| 62 | 7          | «Баллада о Роджере Маке» «The Ballad of Roger Mac»                      | Стивен Вулфенден | Тони Графиа                    | 29 марта 2020   | 0,812               |
| Клэр сопровождает мужа на войне. В пятидесятилетие Джейми вынужден надеть красный мундир и сражаться против крестного. Брианна пытается предотвратить битву, вспомнив что регуляторы обречены на поражение. Во вражеском лагере Роджер встречает предков Маккензи тем самым обличая себя, так и не добившись цели. Мерта умирает на руках крестника, что приводит к жесткой конфронтации с губернатором и отказу Фрейзера от службы короне. |            |                                                                         |                  |                                |                 |                     |
| 63 | 8          | «Знаменитые последние слова» «Famous Last Words»                        | Стивен Вулфенден | Даниэль Берроу                 | 12 апреля 2020  | 0,784               |
| Леди Кэмерон скорбит о погибшем Мерте. Роджер чудом выжил после повешения, но Брианне муж кажется потерянным. Неожиданно в поселение возвращается племянник Джейми – юный Иан, оставшийся ранее жить в индейском племени. После пропажи лекарственных трав Клэр опасается за жизнь обоих и отправляет осматривать подаренные губернатором земли. После совместного путешествия мужчинам становится лучше. |            |                                                                         |                  |                                |                 |                     |
| 64 | 9          | «Чудовища и герои» «Monsters and Heroes»                                | Энни Гриффин     | Шайна Фьюэлл                   | 19 апреля 2020  | 0,837               |
| Роджер идёт на охоту с тестем и вынужден заночевать в лесу. Ужаленный змеей Джейми требует от него убить Стивена Боннета в случае его смерти. Клэр боится, что придётся ампутировать мужу ногу, но в последний момент Брианна придумывает, как доставить в кровь отца необходимое лекарство. |            |                                                                         |                  |                                |                 |                     |
| 65 | 10         | «Милосердие последует за мной» «Mercy Shall Follow Me»                  | Энни Гриффин     | Меган Феррелл Бёрк             | 26 апреля 2020  | 0,850               |
| Джейми готовится к встрече с Боннетом, но намеченная сделка срывается и Стивен нападает на гулящую у моря Клэр. Похищенная им Брианна успешно тянет время, пока родители ищут ее. Адвокат тем временем застигнут врасплох планами Джокасты, желающей раздарить части наследства многочисленной родне. В гневе он пытается убить леди Кэмерон, но слуга успевает вовремя. А Роджер расправляется с насильником вместе с женой. |            |                                                                         |                  |                                |                 |                     |
| 66 | 11         | «Дорожная лепёшка» «Journeycake»                                        | Джейми Пейн      | Диана Гэблдон                  | 3 мая 2020      | 0,866               |
| После вынужденного убийства адвоката чернокожий Улисс находится в бегах и гостивший у Фрейзеров лорд Джон берет того в Англию. У малыша Джереми пробуждается дар и о путешествиях сквозь время узнает юный Иан. Роджер берет его в дорогу, когда решает вернуться в будущее. Перед отъездом Брианна узнает о младшем брате Уильяме и надеется найти его потомков. А Джейми тем временем находит сожженный дом с голландцами, предположительно убитых индейцами и его жену Клэр похищают бывшие ополченцы, готовые снова разжечь пламя революции.                                                    |            |                                                                         |                  |                                |                 |                     |
| 67 | 12         | «Никогда, моя любовь» «Never my love»                                   | Джейми Пейн      | Мэтью Б. Робертс и Тони Графиа | 10 мая 2020     | 0,855               |
| Брианне с мужем и сыном не удается вернуться в будущее. Похитители насилуют и всячески измываются над Клэр. Джейми с отрядом спасает жену и убивает ее мучителей. Роджер сокрушен случившимся. Марсели сама расправляется с организатором нападения на поместье Фрейзеров. |            |                                                                         |                  |                                |                 |                     |

### Сезон 6 (2022)
| № общий | № в сезоне | Название                                          | Режиссёр              | Автор сценария              | Дата премьеры  | Зрители в США (млн) |
| ------- | ---------- | ------------------------------------------------- | --------------------- | --------------------------- | -------------- | ------------------- |
| 68      | 1          | «Эхо» «Echoes»                                    | Кейт Чизмен           | Мэттью Б. Робертс           | 6 марта 2022   | 0,64                |
| 69      | 2          | «Преданность» «Allegiance»                        | Кейт Чизмен           | Стив Корнаки и Элисон Эванс | 13 марта 2022  | 0,56                |
| 70      | 3          | «Умеренность» «Temperance»                        | Джастин Молотников    | Шайна Фьюэлл                | 20 марта 2022  | 0,58                |
| 71      | 4          | «Час волка» «Hour of the Wolf»                    | Кристиана Эбохон-Грин | Люк Шелхас                  | 27 марта 2022  | 0,48                |
| 72      | 5          | «Дай мне свободу» «Give Me Liberty»               | Кристиана Эбохон-Грин | Барбара Степански           | 3 апреля 2022  | 0,49                |
| 73      | 6          | «Мир перевернулся» «The World Turned Upside Down» | Джастин Молотников    | Тони Графиа                 | 10 апреля 2022 | 0,53                |
| 74      | 7          | «Палки и камни» «Sticks and Stones»               | Джейми Пейн           | Даниэль Берроу              | 24 апреля 2022 | 0,47                |
| 75      | 8          | «Я не одна» «I Am Not Alone»                      | Джейми Пейн           | Люк Шелхас                  | 1 мая 2022     | 0,44                |

### Сезон 7 (2023—2025)
| Часть 1 |    |                                                                                                   |                 |                                 |                 |       |
| 76 | 1  | «Потерянный путь» «A Life Well Lost»                                                              | Лиза Кларк      | Даниэль Бэрроу                  | 16 июня 2023    | 0,387 |
| Джейми мчится в Уилмингтон, чтобы спасти Клэр от виселицы. Однако ее забрали из тюрьмы на корабль, так как губернатор Мартин и его жена отчаянно нуждались в целителе, потому что последняя ждала ребенка. Ей удалось связаться с Томом Кристи, о чем он сообщил ее мужу. Пока Джейми обдумывал выбор присоединиться к британскому королю против повстанцев, Кристи решил признаться, что это он убил Мальву. Клэр освобождена, но сомневается в виновности Тома. |    |                                                                                                   |                 |                                 |                 |       |
| 77 | 2  | «Самое счастливое место на Земле» «The Happiest Place on Earth»                                   | Лиза Кларк      | Тони Графиа                     | 23 июня 2023    | 0,301 |
| Вернувшись домой, Фрейзеры узнают правду о смерти Мальвы от Алана, подтвердив, что признание Тома было ложным. Клэр понимает, что она единственная, кто лелеял жажду девушки к знаниям и относился к ней как к человеку, а не как к объекту. Кристи жаждали лишь контроля над ней. У четы Маккензи рождается дочь Мэнди, однако обнаружение Клэр шумов в сердце малышки привело к тому, что семья Роджера отправиться в будущее для ее лечения. Поиски драгоценностей сталкивают Фрейзеров с Греем. Хотя Джейми никогда не мог ответить взаимностью на романтические чувства лорда Джона, их дружба очень важна для обоих. Теперь они вынуждены прервать ее, поскольку находятся на противоборствующих сторонах конфликта. Брианна, получившая возможность встретиться со сводным братом Уильямом увидела, насколько он верит в британское дело. Страстное желание поведать правду брату о Джейми доказало, насколько возросла ее любовь к отцу, невольно покинувшего Клэр ради их безопасности. Несмотря на расставание, Брианна смогла разделить с ним приятные моменты. |    |                                                                                                   |                 |                                 |                 |       |
| 78 | 3  | «Смерть не гордится» «Death Be Not Proud»                                                         | Джеки Гулд      | Тайлер Инглиш-Беквит            | 30 июня 2023    | 0,237 |
| Пожар, непреднамеренно вызванный небрежным поиском драгоценных камней Вендиго Доннером, изменил историю Клэр и Джейми. О последствиях случившегося узнают Роджер и Брианна в будущем, получив письма, которые Фрейзеры писали, скучая по дочери и внукам. Копаясь на пепелище сожженного дома, Джейми находит золото якобитов, что провоцирует смерть одной и обитательниц поместья, а еще перемены в жизни семьи Маккензи в будущем. Тем временем молодой Иан, травмированный пережитыми смертями и угрозами расправы, решил вернуться в Шотландию к родителям. |    |                                                                                                   |                 |                                 |                 |       |
| 79 | 4  | «Самая неудобная женщина» «A Most Uncomfortable Woman»                                            | Джеки Гулд      | Марк Франклин Уильямс           | 7 июля 2023     | 0,441 |
| Вернувшись в будущее, чета Маккензи осознает, что жить в 1980 году ничуть не легче, чем в прошлом. Брианне удается устроиться на хорошую должность, несмотря на свой пол, что обескураживает Роджера, желающего быть кормильцем семьи. Тем временем, поездка в Шотландию откладывается из-за угроз Корнелиуса Харнетта призвать Джейми на военную службу, чтобы сражаться против британцев. Клэр встречает живого Тома Кристи, объясняющего тайну некролога Фрейзеров, а молодой Иан ближе знакомиться с внебрачным сыном дяди Уильямом. Последний, будучи твердым сторонником подавления американской революции, начинает сомневаться в правильности выбранного пути, увидев как сослуживцы красные мундиры калечат девицу легкого поведения, упиваясь беззаконием и злоупотреблением властью. Путешествуя вместе, парни сталкиваются с девушкой Рейчел, которая покоряет сердца обоих, что может спровоцировать месть овдовевшего Арчи. |    |                                                                                                   |                 |                                 |                 |       |
| 80 | 5  | «Сингапур» «Singapore»                                                                            | Трейси Дир      | Тейлор Мэллори                  | 14 июля 2023    | 0,325 |
| Вступив в ряды борцов за независимость, Джейми и Клэр оказались в гуще войны и готовятся к неминуемой атаке британских войск. Командир с пренебрежением относиться к Фрейзеру из-за его происхождения, что приводит к поражению. Уильям вместе с Рейчел и её братом, путешествуя вместе, попадают в неприятности и молодой человек вынужден впервые убить, что спастись. Тем временем, юный Иан, посетив индейцев, узнает нечто важное о себе. Брианна сталкивается с дискриминацией коллег из-за пола, но поддержка Роджера и детей придает ей сил. Малыш Маккензи получает нагоняй в школе за ругательства на гэльском. |    |                                                                                                   |                 |                                 |                 |       |
| 81 | 6  | «Где встречаются воды» «Where the Waters Meet»                                                    | Трейси Дир      | Сара Х. Хоут                    | 21 июля 2023    | 0,332 |
| Фрейзеры помогают мирным жителям сбежать после того, как форт попал в руки британцев, но Клэр попадает в западню, пытаясь спасти пациентку. Она оказывает помощь другим военнопленным, пока Джейми с племянником продумывают план ее спасения. Уильям сообщает командиру о провале порученной ему миссии из-за пережитых злоключений. Он снова сталкивается с молодым Ианом и вынужден поспособствовать их побегу, поскольку чувствует себя обязанным. В будущем Роджер даёт уроки гэльского в школе, где учиться его сын, найдя наконец подходящую работу. Личность таинственного «Наклави», которого испугалась Мэнди, раскрывается. |    |                                                                                                   |                 |                                 |                 |       |
| 82 | 7  | «Практическое руководство для путешественников во времени» «A Practical Guide for Time-Travelers» | Джосс Эгнью     | Марго Йе                        | 28 июля 2023    | 0,380 |
| Джейми, служащий в стрелковом корпусе Дэниела Моргана, готовиться к битве при Саратоге (1777) не подозревая о грядущем противостоянии с Уильямом, который отказался от роли мальчика на побегушках, желая поучаствовать в реальном бою. Иллюзии парня развеются еще до начала сражения, когда его друг получает пулю в голову из винтовки и приходиться хоронить павшего товарища под тосты командиров, празднующих победу. Роджер знакомит жену с прибывшим из прошлого гостем, и рассказ последнего прерывается приездом коллеги Брианны, но благодаря детям Баку удается завоевать доверие семьи. Маккензи пытается освоиться в будущем и предупреждает родню об опасности, но слишком поздно. Прочитавший письма Клэр и алчущий золото якобитов Роб Кэмерон похищает малыша Джереми. |    |                                                                                                   |                 |                                 |                 |       |
| 83 | 8  | «Поворотные моменты» «Turning Points»                                                             | Джосс Эгнью     | Люк Шелхаас                     | 11 августа 2023 | 0,334 |
| В битве при Саратоге англичане потерпели поражение. Джейми чуть не убивает своего сына Вилли выстрелом из мушкета во время боя. Смертельно ранен английский генерал Саймон Фрейзер — кузен Джейми. Англичане капитулируют. Джейми должен выполнить последнюю волю кузена отвезти его тело в Шотландию и похоронить на родной земле. Джейми, Клэр и молодой Иан отправляются в Шотландию. В XX веке Бак и Роджер отправляются в прошлое через камни Крейг-на-Дун на поиски малыша Джереми. |    |                                                                                                   |                 |                                 |                 |       |
| Часть 2 |    |                                                                                                   |                 |                                 |                 |       |
| 84 | 9  | «Незаконченное дело» «Unfinished Business»                                                        | Стюарт Сваасанд | Барбара Степански               | 22 ноября 2024  | 0,279 |
| Замок Лаллиброх. Иан-старший угасает от чахотки. Семья успешно торгует с Францией, что позволяет им ни в чем не нуждаться. Через 10 лет во Франции произойдет революция и монархия будет обезглавлена. Клэр решает предостеречь об этом, тем самым раскрыв правду о себе. В замок доставляют письмо из колоний от Джона Грея, который просит Клэр срочно приехать и спасти человека. Клэр с Ианом-младшим отплывают в Америку. Роджер в поисках сына приходит в Лаллиброх, но на пороге дома его встречает Брайан Фрейзер — отец Джейми и Дженни в 1739 году. Переночевав в замке, Роджер вместе с Брайаном идёт к травнице, которой оказывается Гейлис Дункан. |    |                                                                                                   |                 |                                 |                 |       |
| 85 | 10 | «Братская любовь» «Brotherly Love»                                                                | Стюарт Сваасанд | Люк Шелхаас                     | 29 ноября 2024  | 0,222 |
| 86 | 11 | «Сотня камней» «A Hundredweight of Stones»                                                        | Лиза Кларк      | Сара Х. Хоут                    | 6 декабря 2024  | н/д   |
| 87 | 12 | «Плотское познание» «Carnal Knowledge»                                                            | Лиза Кларк      | Тони Графиа                     | 13 декабря 2024 | 0,246 |
| 88 | 13 | «Привет и до свидания» «Hello, Goodbye»                                                           | Ян Маттис       | Мадлен Бресталь и Эван Макгахи  | 20 декабря 2024 | н/д   |
| 89 | 14 | «К этому не привыкнешь» «Ye Dinna Get Used to It»                                                 | Ян Маттис       | Диана Гэблдон                   | 27 декабря 2024 | н/д   |
| 90 | 15 | «Написано кровью собственного сердца» «Written in My Own Heart’s Blood»                           | Джосс Эгнью     | Даниэль Бэрроу                  | 3 января 2025   | н/д   |
| 91 | 16 | «Сто тысяч ангелов» «A Hundred Thousand Angels»                                                   | Джосс Эгнью     | Мэттью Б. Робертс и Тони Графиа | 17 января 2025  | 0,356 |